# Victor John Peter
Victor John Peter, est un joueur de hockey sur gazon indien né le 19 juin 1937 à Madras et décédé le 30 juin 1998, à Madras.

## Palmarès

### Jeux olympiques d'été
- Jeux olympiques d'été de 1968 à Mexico ( Mexique)
  -  Médaille de bronze en hockey sur gazon
- Jeux olympiques d'été de 1964 à Tokyo ( Japon)
  -  Médaille d'or en hockey sur gazon
- Jeux olympiques d'été de 1960 à Rome ( Italie)
  -  Médaille d'argent en hockey sur gazon